# Mixtekisch

Mixtekisch und benachbarte Sprachen in Oaxaca

Mixtekisch (tu’un savi, tuʔũ savi) ist eine indigene Sprache in Mexiko bzw. eine Gruppe nahe miteinander verwandter Sprachen, gesprochen von der Ethnie der Mixteken. Sie gehört zusammen mit den Sprachen Cuicateco, Triqui und Amuzgo zu einem Zweig der östlichen Otomangue-Sprachen, die wiederum zur Sprachfamilie der Otomangue-Sprachen gehören (zusammen mit Otomí, Chinantekisch, Popoloca, Tlapanekisch und Zapotekisch).
Mixtekisch wird gemäß der Volkszählung von 2021 von 526.593 Menschen insbesondere in den Bundesstaaten Oaxaca und Guerrero gesprochen. Auf Grund der geographischen Zersplitterung des Sprachgebiets gibt es stark voneinander abweichende regionale Varianten. SIL International unterteilt das Mixtekische in mehr als 30 Einzelsprachen. Das Nationalinstitut für Indigene Sprachen (Instituto Nacional de Lenguas Indígenas, INALI) spricht von 81 regionalen Varianten.